# Samson Kayo
Samson Kayo (* 20. Juni 1991 in London) ist ein britischer Comedy-Schauspieler und Drehbuchautor. 

## Leben und Karriere
Kayo wuchs im Londoner Stadtteil Peckham auf, wo er als Junge Fußballer werden wollte, weil es das einzige gewesen sei, was die Kinder dort getan hätten. Ein Kindheitsfreund von Kayo war John Boyega, da ihre Mütter sich nahestanden, und sie in dieselbe Kirche gingen. Dass er später Comedy für sich entdeckte, schreibt er Jocelyn Esien von 3 Non Blondes zu. Zum Schauspiel kam er nur durch Zufall, als er, während er für seine Mutter ein Bügeleisen abholen wollte, ein offenes Casting entdeckte. Durch dieses erhielt er sogleich eine Rolle in Youngers.
Kayo spielte ab 2017 in Timewasters als Teil einer schwarzen Jazzband und ab 2018 in der schwarzen Sketchshow Famalam. Er schrieb die Serien Sliced und Bloods, in denen er auch Hauptrollen spielt. Für Famalam und Bloods war er jeweils bei den British Academy Television Awards und den RTS Television Awards nominiert. 2020 erschien er in Truth Seekers neben Nick Frost und seit 2022 in der Piraten-Fernsehserie Our Flag Means Death.

## Filmografie
- 2013–2014: Youngers (Fernsehserie, 10 Episoden)
- 2015: The Javone Prince Show (Fernsehserie, 4 Episoden)
- 2016: The Aliens (Fernsehserie, 1 Episode)
- 2016: We the Jury (Fernsehserie, 1 Episode)
- 2016: The Weekend (Film)
- 2017: Murder in Successville (Fernsehserie, 1 Episode)
- 2017–2019: Timewasters (Fernsehserie, 12 Episoden)
- 2018: Grandpa’s Great Escape (Fernsehfilm)
- 2018–2020: Famalam (Fernsehserie, 13 Episoden)
- 2019: The Colonel Banjoko Show (Fernsehfilm)
- 2019–2021: Sliced (Fernsehserie, 9 Episoden; Serienschöpfer)
- 2020: Die fantastische Reise des Dr. Dolittle (Film)
- 2020: Truth Seekers (Fernsehserie, 8 Episoden)
- 2020: Death to 2020 (Fernsehspecial)
- 2021: Boxing Day (Film)
- 2021: Death to 2021 (Fernsehspecial)
- 2021–2022: Bloods (Fernsehserie, 11 Episoden; Serienschöpfer)
- 2022–2023: Our Flag Means Death (Fernsehserie, 18 Episoden)
- 2022: The Bubble (Film)
- 2022: Der gestiefelte Kater: Der letzte Wunsch (Puss in Boots: The Last Wish) (Stimme)
- 2023: North Star
- 2024: House of the Dragon (Fernsehserie, 2 Episoden)
- 2025: F1

## Nominierungen
- 2018 British Academy Television Award: Beste männliche Darstellung in einer Comedy-Serie für Famalam
- 2019 RTS Television Award: Männliche Comedy-Performance für Famalam
- 2022 British Academy Television Award: Beste männliche Darstellung in einer Comedy-Serie für Bloods
- 2022 RTS Television Award: Männliche Comedy-Performance für Bloods
- 2023 RTS Television Award: Männliche Comedy-Performance für Bloods